# Kenderes Csaba
Kenderes Csaba (Kecskemét, 1989. május 26. –) magyar színész.

## Életpályája
Kecskeméten született, 1989. május 26-án. Családi indíttatásból közgazdásznak készült, fel is vették a nemzetközi tanulmányok szakra, de ő mégis úgy döntött: színész lesz. 2011-től a Kaposvári Egyetem színész hallgatója volt, mesterei Kocsis Pál, Csapó Virág és Rusznyák Gábor voltak. Gyakorlatos színészként Szombathelyen szerepelt. 2016 és 2020 között a Weöres Sándor Színház tagja volt. 2021-ben feleségül vette Gonda Kata színésznőt.

## Fontosabb színpadi szerepei
- William Shakespeare: Makrancos Kata avagy a hárpia megzabolázása... Tranio
- William Shakespeare: Ahogy tetszik... Vili
- William Shakespeare: Titus Andronicus... Chiron, Titus fia
- Anton Pavlovics Csehov: Ivanov... Lvov
- Anton Pavlovics Csehov: Három lány... Róde
- Nyikolaj Vasziljevics Gogol: A revizor... Bogdan Bogdanovics Basmacskin, revizor
- Molière: Tartuffe... Valér, Mariane szerelme
- Arthur Miller: A salemi boszorkányok... Hawthorne, bíró, a bíróság ügyésze
- Eugene O’Neill: Hosszú út az éjszakába... Edmund Tyrone
- Tóth Ede – Mohácsi János – Mohácsi István: A falu rossza... Göndör Sándor, szolgalegény
- Szép Ernő: Vőlegény... Pimpi, karmester, Nusi férje
- Szirmai Albert – Bakonyi Károly – Geszti Péter – Mohácsi testvérek – Kovács Márton: Mágnás Miska... gróf Homonnay Márton
- Szombath András: Szivárvány havasán – Köpönyeg és palást... Sulpicius Severus (Martinus tanítványa és életrajzának írója)
- Várkonyi Mátyás – Miklós Tibor: Sztárcsinálók... Juvenalis, költő
- Presser Gábor – Horváth Péter – Sztevanovity Dusán: A padlás... Rádiós, aki egyszerűen fantasztikus
- Devecsery László – Szerémi Zoltán: A kék pék... Kalács Kázmér (a kék pék)
- George Bernard Shaw: Sosem lehet tudni... Dr. Valentin, fogorvos
- Eugène Labiche: Olasz szalmakalap... Achille (Félix)
- Georges Feydeau: A hülyéje... Jean
- Neil Simon – Cy Coleman – Dorothy Fields: Sweet Charity... Vittorio Vidal De Palma (a híres filmsztár)
- Dennis Kelly: DNS... Dani
- Elfriede Jelinek: Ernst (komoly) az élet (Bunbury)... Algernon Moncrieff
- Szigligeti Ede – Mohácsi István – Mohácsi János: Liliomfi... Kolompár Károly
- Lőrinczy Attila: Haragossziget... Zsomer, Stuci barátja

## Filmek, tv
- Gimi (2011)
- Georges Feydeau: A hülyéje (színházi előadás tv-felvétele, 2015)
- Oltári csajok (2018)
- Bátrak földje (2020)
- Keresztanyu (2021–2022)[2]
- Nagykarácsony (2021)
- Hazatalálsz (2024)